# Giovanni Cristoforo Romano

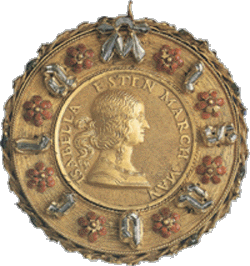
Giovanni Cristoforo: medaille voor Isabelle d'Este

Giovanni Cristoforo of Giancristoforo Romano (Rome, 1456 - 1512) was een beeldhouwer en medailleur uit de Italiaanse renaissance.
Hij was de zoon van Isaia da Pisa en is waarschijnlijk een leerling van Andrea Bregno geweest. Zijn eerste bekende werken dateren van vóór 1482 en bevinden zich in het Palazzo Ducale van Urbino. Later werkte hij als medailleur voor de hoven van Ferrara en Mantua, waar hij een favoriet werd van hertogin Isabella d'Este.
In 1491 vertrok hij op uitnodiging van Isabella's schoonbroer Ludovico Sforza naar Milaan. Ludovico gaf hem de opdracht voor de graftombe van Gian Galeazzo Visconti in de Certosa di Pavia, die hij uitvoerde in samenwerking met Benedetto Briosco. Na de val van de Sforza in 1499 ging hij opnieuw werken voor Isabella d'Este. Voor haar maakte hij enkele medailles en het marmeren portaal van haar werkkamer in het hertogelijk paleis van Mantua.
Verder verbleef hij op uitnodiging van Paus Julius II in Rome, en later in Napels, Cremona en opnieuw in Milaan en Urbino.
Hij stierf in 1512.
- Bibliothèque nationale de France: cb16591080f (data)
- Gemeinsame Normdatei: 14218697X
- International Standard Name Identifier: 0000 0001 2121 353X
- Library of Congress Control Number: nr2002008623
- RKD-Nederlands Instituut voor Kunstgeschiedenis: 130270
- Système universitaire de documentation: 155682873
- Union List of Artist Names: 500015533
- Virtual International Authority File: 14703077
- WorldCat: E39PBJgt4W4ygC7QPrG67FHgrq